# 1996 YN2
1996 YN2 är en asteroid i huvudbältet som upptäcktes den 28 december 1996 av den japanska astronomen Takao Kobayashi vid Ōizumi-observatoriet.